# القصف الجوي على ولاية هلمند 2007

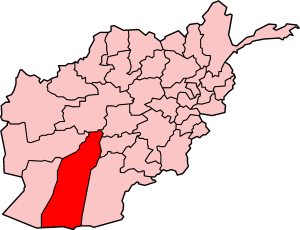
أسفر القصف الجوي على ولاية هلمند عن أكبر عدد وفيات من المدنيين منذ عام 2001.

كان القصف الجوي على ولاية هلمند 2007 عبارة عن مجموعة من الغارات الجوية التي شنتها منظمة الناتو، وأسفرت عن مقتل 45 مدنيًا أفغانيًا على الأقل. وكان عدد القتلى في محافظة هلمند الجنوبية هو أكبر عدد منذ عام 2001، عندما استخدمت القوات التي تقودها الولايات المتحدة قصفًا عنيفًا بالقنابل في إطار حملتها لطرد طالبان من السلطة.

## الخلفية
بدأت الحرب في أفغانستان في 7 أكتوبر 2001، ردًا على أحداث 11 سبتمبر 2001 التي شهدتها الولايات المتحدة. وكانت هذه هي بداية الحرب الأمريكية على الإرهاب. وكان الهدف المعلن للغزو هو القبض على أسامة بن لادن وتدمير تنظيم القاعدة وإزالة نظام حركة طالبان التي وفرت الدعم والملاذ الآمن لتنظيم القاعدة.
قادت الولايات المتحدة وبريطانيا حملة القصف الجوي، مع قوات برية قام التحالف الشمالي الأفغاني (الجبهة الإسلامية المتحدة لإنقاذ أفغانستان) بالإمداد بها أساسًا وتكملها قوات من منظمة الناتو. وكان اسم العملية العسكرية الأمريكية لهذه الحرب على أفغانستان هو عملية الحرية الدائمة (OEF).
أظهر إحصاء أجرته الأمم المتحدة أنه كان من بين القتلى المدنيين هذا العام 314 قتيلاً بسبب قوات الأمن الأفغانية أو الدولية و279 قتيلاً بسبب المتمردين. وأظهر إحصاء مماثل أجرته وكالة أسوشيتد برس نفس الاتجاه، على الرغم من انخفاضه: 213 قتيلاً بسبب القوات الأمريكية أو منظمة الناتو و180 قتيلاً بسبب طالبان.

## الحدث
في 22 يونيو 2007، هاجمت مقاتلات الناتو من تم زعم أنهم متمردون في جنوب أفغانستان.
واستهدفت عددًا من المنازل في الجزء الجنوبي من ولاية هلمند. ولم يتضح بدقة عدد القتلى. ولكن عرف أنه كان من بين القتلى نساء وأطفال، ويقول بعض القادة المحليين إن أكثر من 100 شخص قد قتلوا.
وصرحت الولايات المتحدة ومنظمة الناتو أنه ليس لديهم ضحايا من المدنيين.

## رد فعل الأفغان
أغضب مقتل المدنيين الأفغان. وقد أدان الرئيس الأفغاني، حامد كرزاي، القوات بسبب اللامبالاة ورؤية حياة الأفغان على أنها «رخيصة». كما ألقى باللوم على طالبان لاستخدامها المدنيين كدروع بشرية.